# Георги Аспарухов
Георги Аспарухов Рангелов (буг. Георги Аспарухов Рангелов; Софија, 4. мај 1943 — Софија, 30. јун 1971) био је бугарски фудбалер који је играо на позицији нападача. Добитник награде за најбољег бугарског фудбалера 20. века (постхумно).

## Каријера

### Клуб
Поникао је у млађим категоријама Левског из Софије. За први тим Левског дебитовао је 1959, где је провео две и по године, одиграо 23 првенствене утакмице.
Током периода 1961–1963, бранио је боје Ботева из Пловдива, освојио са екипом Куп Бугарске 1962. године.
Године 1963. вратио се у Левски, за који је играо наредних осам сезона. Већину времена проведеног у Левском, био је стандардни првотимац и један од најбољих стрелаца тима, постизавши у просеку 0,67 голова по утакмици у лиги. У бугарском првенству одиграо је укупно 246 утакмица и постигао 150 голова.
У историју су ушле утакмице Купа европских шампиона сезоне 1965/66, када је Левски играо против фаворизоване Бенфике, за коју је наступао бриљантни Еузебио. Прва утакмица је одиграна нерешено 2:2 у Португалији, а у реваншу су Бугари изгубили резултатом 2:3. Аспарухов је постигао три од четири гола. Европа је тада причала о новој звезди, Португалци су хтели да доведу Аспарухова, али комунистички режим Бугарске није дао дозволу за то.

### Репрезентација
Дебитовао је за репрезентацију Бугарске 6. маја 1962. године у утакмици против селекције Аустрије (0:2). У лето исте године, учествовао је на Светском првенству 1962. у Чилеу, био је најмлађи играч у бугарском тиму. Постигао је једини гол за Бугарску на турниру у утакмици против Мађарске (1:6). Четири године касније, на Светском првенству 1966. у Енглеској, Аспарухов је опет постигао једини гол Бугарске на турниру, поново у утакмици против Мађарске (1:3).
Године 1970. у саставу репрезентације је трећи и последњи пут играо на Мундијалу, овога пута у Мексику, где је играо у сва три меча, али тим поново није прошао групну фазу.

## Остало
Супруга Величка Маркова, у браку од 1963. до 1971. Син Андреј, рођен 1965. године. Дана 30. јуна 1971. Георги и његов саиграч Николај Котков страдали су у саобраћајној несрећи на превоју Витиња. Аутомобил Алфа Ромео са двојицом легендарних играча кретао се великом брзином магистралним путем и налетео на камион који је изашао са споредног пута. На његову сахрану дошло је 550.000 људи.
Године 1990. стадион Левског је преименован у „стадион Георги Аспарухов”, а поред стадиона му је подигнут споменик.

## Статистика
- Првенство Бугарске - 246 утакмица, 150 голова - 199/125 за Левски, 47/25 за Ботев
- Куп Бугарске - 35 утакмица, 20 голова - 27/16 за Левски, 8/4 за Ботев
- Укупна статистика за клубове - 326 утакмица, 209 голова
- Еврокупови - 18 утакмица, 17 голова - КЕШ-7, КПК-10
- Међународни клупски турнири - 35 утакмица, 23 гола - 32/20 за Левски, 3/3 за Ботев
- Деби – Левски – Локомотива (Софија) – 22. 9. 1960.
- Последњи меч - Левски против ЦСКА - 28. 6. 1971.
- Први гол - за Левски против Ботева (1:1) - 28. 9. 1960.
- Последњи гол – за Левски против Етра – 13. 6. 1971.
- Прва утакмица за репрезентацију - 6. маја 1962. против Аустрије.
- Последња утакмица за репрезентацију - 12. јуна 1970. против Марока.

## Трофеји
Ботев Пловдив
- Куп Бугарске: 1962.

Левски Софија
- Прва лига Бугарске: 1964/65, 1967/68, 1969/70.
- Куп Бугарске: 1967, 1970, 1971.

Индивидуални
- Најбољи стрелац Прве лиге Бугарске: 1965.
- Бугарски спортиста године - 1965.
- Бугарски фудбалер године - 1965.
- Добитник Народног ордена рада
- Заслужни мајстор спорта
- Добитник награде Ферплеј (постхумно) - 1999.
- 8. место ФИФА Златна лопта - 1965.
- Најбољи фудбалер Бугарске у 20. веку (постхумно) - 1999.[6]
- Орден Старе планине 1. степена (постхумно) - 2014.[7]